# Beuzevillette
Beuzevillette – miejscowość i gmina we Francji, w regionie Normandia, w departamencie Sekwana Nadmorska.
Według danych na rok 1990 gminę zamieszkiwało 717 osób, a gęstość zaludnienia wynosiła 127 osób/km² (wśród 1421 gmin Górnej Normandii Beuzevillette plasuje się na 333. miejscu pod względem liczby ludności, natomiast pod względem powierzchni na miejscu 638.).